# Jimi Heselden
James William "Jimi" Heselden (27 de março de 1948 – 26 de setembro de 2010) foi um empresário inglês.  Em 2010, comprou a Segway, empresa que criou um novo meio de transporte com duas rodas. Ironicamente, morreu num acidente com esse veículo.

## Morte de Jimi Heselden
Aproximadamente às 11:40 da manhã de 26 de setembro de 2010, o departamento de policia de West Yorkshire recebeu a informação de que um homem teria caído 80 pés (24 m) ou 42 pés (13 m) dentro do Rio Wharfe, localizado no vilarejo Thorp Arch nas proximidades de Boston Spa, aparentemente teria caído de cima de um penhasco na encosta do rio. A queda foi presenciada por um homem que passeava com seu cão em uma trilha próxima. O veículo Segway foi recuperado e Heselden foi declarado morto pelos paramédicos ainda no local. Investigadores disseram; "Até o momento não temos motivos para acreditar que morte seja suspeita." E seguiram com a investigação para verificar "se houve falha mecânica no equipamento ou o foi ocasionado por um erro do condutor".
1. 1 2 3 4  Brooke, Chris (28 de Setembro de 2010). «Millionaire Segway tycoon dies in cliff plunge on one of his own scooters». Mail Online. London. Consultado em 19 de Agosto de 2014
2. 1 2  «Segway tycoon fell from a cliff to his death on one of his own scooters as he 'let dog walker pass». London: Associated Newspapers Ltd. 15 de Julho de 2011